# Наксос
Наксос (на гръцки: Νάξος; на италиански: Nicsia; на турски: Nakşa) е гръцки остров в Егейско море, най-големия (430 km²) и най-високия от групата на Цикладските острови. Дължината на бреговата му линия е 91 km. Отстои на 97 морски мили (179 км) от пристанището Пирея. В древността е бил център на Цикладската цивилизация.

## География
Остров Наксос е разположен в централната част на архипелага, на 5,5 km източно от остров Парос. На изток, югоизток и юг от него е разположена групата на Малките Цикладски острови: Донуса, Макарие, Куфониси, Като Куфониси, Керос, Схинуса, Ираклея и др.
Най-големият град и център на острова (т.нар. Хора) е град Наксос, с население от около 11 хил. жители. По-големите села на острова са Филоти, Апирантос, Трагеа (Халки), Коронос, Сангри и Аполонас.
Наксос е популярна туристическа дестинация, с няколко лесно достъпни археологически забележителности. На острова се намират множество прекрасни плажове – Агия Ана, Агиос Прокопиос, Аликос, Кастраки, Микри Вигла, Плака и Агиос Георгиос, всеки от тях в близост до хора.
Наксос е най-плодородният остров на Цикладите. Островът е богат на водни ресурси, за разлика от останалите в този регион на Гърция.
В общи линии островът има яйцевидна форма с дължина от север на юг 32 km и най-голяма ширина 22 km и географски се дели на планински Наксос (на изток и север) и равнинен Наксос (на запад и юг). Пресича се от север на юг от планинско било, което почти навсякъде е голо и скалисто, като на юг се образуват два масива – Зеус (1003 метра) и Коронас (връх Мавровуни – черната планина – 997 м). Друг висок връх е Фанари (908 м). Зеус е най-високата точка на Цикладите.
Планината е естествена преграда за влажните въздушни маси, които предизвикват значителни валежи върху острова. Относително високите надморски височини правят климата през лятото по-мек. През зимата понякога върховете на Зеус и Корона се заснежават.
В западната част на острова е разположен полуостров Стелис (Стелида), който затваря залива Свети Прокопий (Αγιος Προκοπίος), в северната част на който се намира и пристанището на главния град на острова. Първите работи по създаването на пристанището са започнали през 1919 г. чрез свързването на островчетата Палатиа, Стронгилис и Вакхос. Освен това на север пристанът Панормос защитава корабите от северните ветрове. Склоновете на планинските масиви са покрити със средиземноморска растителност – макия, фригана и тук-таме малки дъбови горички.
Най-важните морски носове на Наксос са Ставрос, Муцуна (Ставрос), Панормос, Пастура (Каланда), Катомерия, Курупас, Партенос (Микри Вигла), Прокопис (Айос Прокопиос), Мунгри, Вакхос и Емилиянос.

## Геология
От геоложка гледна точка Наксос е изграден от различни типове кристалинни шисти, гнайси, както и мрамори, примесени с гранитни слоеве, които се установяват край главния град и в северозападната част на острова. Скали с плеистоценска възраст се разкриват на полуостров Стилидас, предимно пясъчници, както и на север и североизток, близо до брега. Скали с вулканичен произход се наблюдават близо до Енгарес и на други места. Освен мраморите в централната част и на североизток, близо до Короно, има и находища на шмиргел. Единственото място в света, където има находища на компактни скали от шмиргел в промишлени количества и с високо качество е остров Наксос. Всички други подобни находища в света от шмиргел се доближават до известна степен до неговите качества. Шмиргелът на Наксос е бил познат в Древна Елада като камъкът или като средство за изработване на надписи. Шмиргелът представлява скала, която се състои от корунд с примеси от магнетит, както и от вещества, образували се при химическо изветряне на скалите, тук хематит и лимонит. В незначителни количества може да се съдържат кварц, сидиропирит, мусковит, турмалин, биотит и др. Цветът на шмиргела е цианово черен до черен с много висока степен на твърдост по Моос – тук 9 (твърдостта на корунда). Намира се в райони на кристалинни шисти, обикновено под формата на петна, гнезда или жили. Находищата му имат плеистоценска възраст и са разположени между слоеве от мрамор и доломит.

## Стопанство
За разлика от редица други острови бреговата му линия не предлага удобни заливи и няма добре разработени пристанища. Поради това жителите му традиционно са се занимавали повече със земеделие и животновъдтво и по-малко с риболов. В североизточната му част малкото пристанище Аполона (Απολονα) предлага известна защита срещу силните северозападни ветрове.

## Брой на населението през годините
| Година | Население на общината | Промяна    | Население на дема | Промяна | Население на острова | Промяна  | Гъстота   |
| ------ | --------------------- | ---------- | ----------------- | ------- | -------------------- | -------- | --------- |
| 1981   | 3884                  | –          | –                 | –       | 14 037               | –        | 32,8/km²  |
| 1991   | 4334                  | 450/11,49% | 9824              | –       | 14 838               | 801/5,7% | 34,69/km² |

## Митичният Наксос
Според легенда от гръцката митология, младият Зевс е отгледан в пещера в планината Зас („Зас“ означава „Зевс“).
Омир споменава „Диа“; буквално, „свещения остров на богинята“. Карл Керени, говорейки за древните гърци, обяснява:
"Името, Диа, което означава 'райско' или 'божествено', било отнасяно към няколко малки скалисти острови в Егейско море, намиращи се в близост до Крит или Наксос. Името „Диа“ даже е било приписано и на самия остров Наксос, тъй като било широко разпространено схващането, че той е брачния остров на Дионис." (Керени 1951 Боговете на гърците стр. 271 – 272)
В друга легенда се разказва как в геройската епоха преди Троянската война Тезей оставя на острова Ариадна, дъщерята на критския цар Минос, след като тя му помага да убие Минотавъра и да излезне от лабиринта. Дионис, богът на този остров, на виното, веселието и жизнеността, я среща и се влюбва в нея. Ариадна, не можейки да понесе раздялата си с Тезей, се самоубива, според атиняните, или се възкачва в небесата, според по-стари версии на легендата.

## История

### Въстанието на Наксос
През 502 г. пр.н.е. населението на Наксос се вдига против господарите им от Персийската империя; това въстание води до по-голямото Йонийско въстание и по-късно до Гръко-персийските войни.

### Гръцки и Византийски Наксос
През 8 и 7 век пр.н.е. Наксос доминира в търговията на Цикладите.

### Херцозите на Наксос
През 1207 г. начело на флот от осем венециански галери, след Четвъртия кръстоносен поход по време на Латинската империя, венецианецът Марко Санудо завладява острова и останалите острови от Цикладите, като се провъзгласява за херцог на Херцогство Наксос (или Архипелагос).
21 херцози от две династии управляват Наксия до 1566 година, а венецианците владеят разпокъсаните егейски острови до 1714 година.

### Отомански Наксос
Отоманското управление на острова остава по същество в ръцете на венецианците. Много малко турци се заселват на острова и турското влияние на острова е много слабо. Турската власт продължава до 1821 година, когато островът въстава. Наксос става част от Гърция през 1832 година.

## Външни прпратки
- Страницата за Наксос в Уикитравъл
- Картини от Наксос

1. ↑  ((ru)) «Большая Советская Энциклопедия» – Наксос, т. 17, стр. 224